# Jean-Paul Marat
Jean-Paul Marat [ejtsd: zsanpól márá] (Boudry, Svájc, 1743. május 24. – Párizs, 1793. július 13.) svájci származású orvos, természettudós, filozófus és francia forradalmár, a forradalmi terror és diktatúra szükségességének hirdetője. A girondisták elleni fellépése nyomán meggyilkolták.
Victor Hugo 1793 című regényében így írt Marat-ról:
A »törpe« egy sárga arcú kis ember volt, aki ha ült, szinte torznak látszott; fejét hátravetette; szeme véraláfutásos volt, beteges foltok mutatkoztak az arcán. Zsíros, lapos haját egy zsebkendővel kötötte le; homloka alig látszott, arcán nagy és félelmes szája uralkodott. Hosszú nadrágot viselt, papucsot, mellényt, mely valamikor fehér szatén lehetett, és e mellény fölé egy övfélét tekert, melyben egy helyen kemény, egyenes kitüremkedés egy odadugott tőrt sejtetett.

## A forradalom előtt
Miután Párizsban jogot és orvosi tudományokat hallgatott, Angliában és Skóciában utazgatott és egy ideig (1774) mint nyelvmester Edinburghban lakott. Ott adta ki első forradalmi szellemű munkáját is: The chains of slavery (1774, franciául: Les Chaînes de l'esclavage, Párizs, 1792). Ezt követte a De l'homme, ou des principes et des lois de l'intluence de l'âme sur le corps et du corps sur l'âme című filozofiai mű (Amsterdam, 1775, 3 kötet), aminek következtében Voltaire-rel polémiába keveredett. Azután számos paradox állításokkal telt természettudományi munkákat írt, ilyen a Découvertes sur le feu, l'électricité et la lumiere (1779); Recherches physiques sur le feu (1780); Découvertes sur la lumiere (1792); Recherches physiques sur l'électricité (1782) stb., melyekben különösen Newton ellen kelt ki. 1773-ban publikálta az Esszé az emberről c. művét, melyben támadta Helvétius nézetét, miszerint az embernek nincs szüksége a természettudományra.
Miután visszatért Párizsba, 1777-ben Artois grófja, a későbbi X. Károly testőrségének háziorvosa. Filozófiai, politikai munkákat publikált.
A forradalom előtt magát nem kímélve dolgozott. 1782-ben a teljes idegi kimerültségtől ágynak esett, majd 1788-ban is súlyos beteg volt. Idegeit komolyan megterhelték a Francia Akadémia visszautasításai, amikor kérelmezte, hogy önálló kutatásai okán vegyék be a tagok közé. Ez nem kis részben Lavoisier nevéhez köthető, így Marat élete hátralévő részében gyűlölte őt és a forradalom alatt arra használta fel befolyását, hogy megkeserítse ellenlábasa életét. Elutasítását több neves értelmiségi és tudós, mint pl. Benjamin Franklin és Johann Wolfgang von Goethe is a tudományos világ despotizmusának nevezte.
1788-as betegsége után, 1789-től az újságírás felé fordult. Megalapította A nép barátja (L'Ami du peuple) című lapot, amelyben a sans-culotte-ök heves védelmezője volt a konzervatív erőkkel szemben.

## A forradalom alatt
Mint a Cordeliers klub elszánt tagjának, tevékenysége a varenne-i események (1791 júniusa) és a Mars-mezei tűzharc (1791. július 17.) után kiszélesedett. Kétszer száműzték, újságját betiltották. Ez idő alatt Marat a Párizs alatti katakombákban húzta meg magát. Itt szerezte súlyos bőrbetegségét (dermatitis herpetiformis). 1792. augusztus 10-e után, a királyság bukásának pillanatában tért vissza és azonnal ismét kiadta A nép barátját, majd ezt szeptemberben felváltotta A francia köztársaság újságjával (Le Journal de la République française).

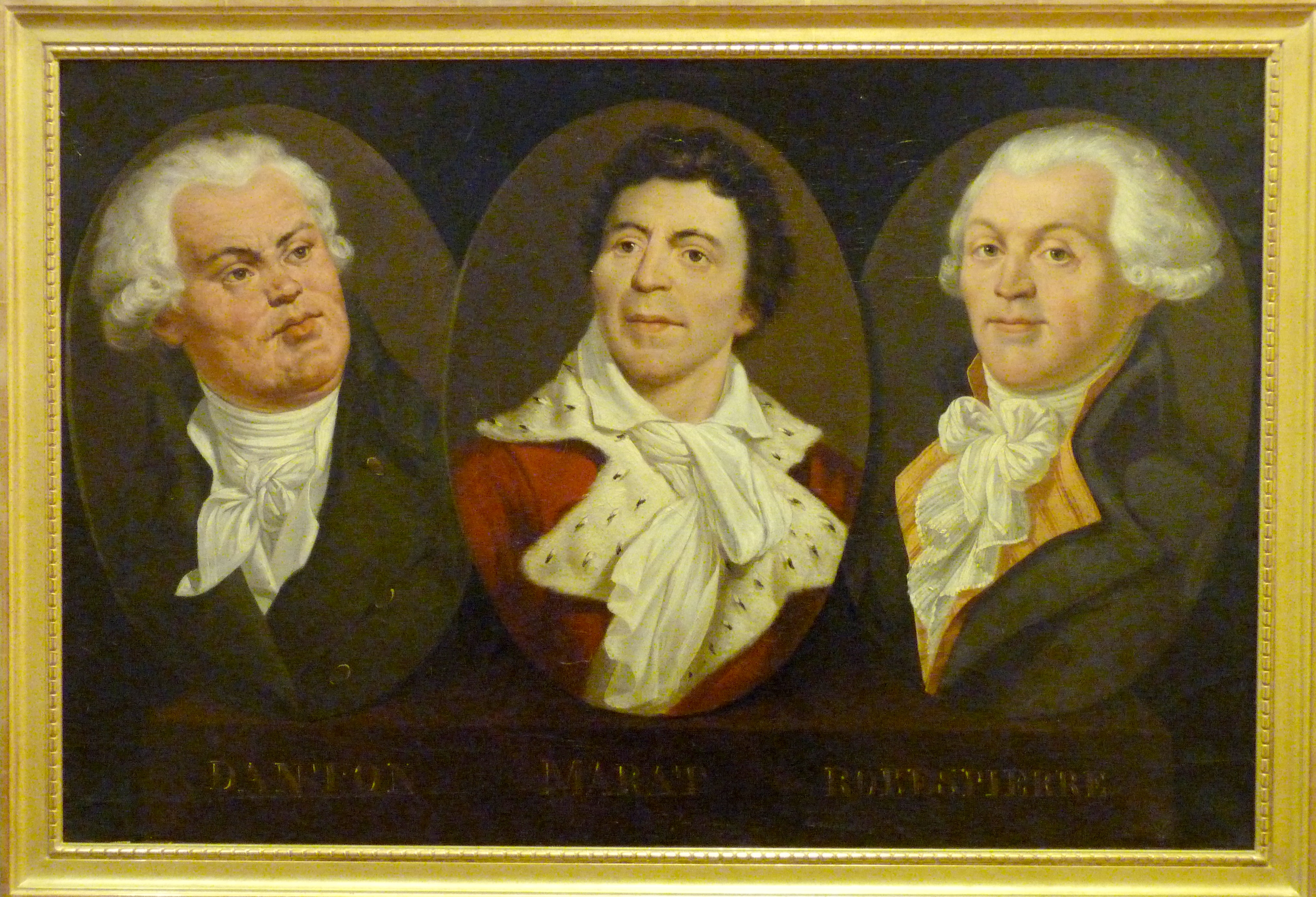
Danton, Marat, Robespierre

1792 szeptemberében a Nemzeti Konvent tagjává választották. Szeptember végén a diktatúra és egy Robespierre-rel és Dantonnal közösen tervezett triumvirátusság gondolataival vádolták meg. Marat két társához hasonlóan elzárkózott a triumvirségtől, ám a diktatúra szükségességének gondolatát fölvállalta. Bár a Konvent végül nem helyezte vád alá, Marat megfenyegette Dantont, hogyha az ellenkezője történt volna, a szószéken szétlőtte volna a fejét (a pillanatot több ábrázolás is megörökítette).
1793 januárjában társaival elérte, hogy név szerinti szavazással XVI. Lajost halálra ítéljék, majd kivégezzék. A girondisták legfőbb céltáblája volt. 1793 áprilisában a Jakobinus klub elnökeként aláírta azt a köriratot, amely a király ügyében népszavazást követelő girondisták visszahívására hívta fel a figyelmet. Letartóztatták, de április 24-én a Forradalmi Törvényszék felmentette. Marat úgy tüntette fel magát, mint a forradalom mártírját. Felmentése után a sans-culotte-ok fáklyásmenete vitte vissza a Konventbe. Fontos szerepet játszott a május 31-i népfelkelésben és a június 2-i jakobinus hatalomátvételben is.
A jakobinus diktatúra indulása után a háttérbe húzódott, semmilyen hivatalt nem vállalt. A jakobinusok közül sem sokan szerették. Robespierre egyenesen elzárkózott tőle, és 1793-ra a régi harcostársa, Danton sem állt már mellette. Jacques Hébert, az ultraforradalmárok, illetve Jacques Roux, a „veszettek” vezetője viszont felnéztek rá, és halála után heves harcot kezdtek Marat „örökségéért”.

## Utolsó hónapja és halála

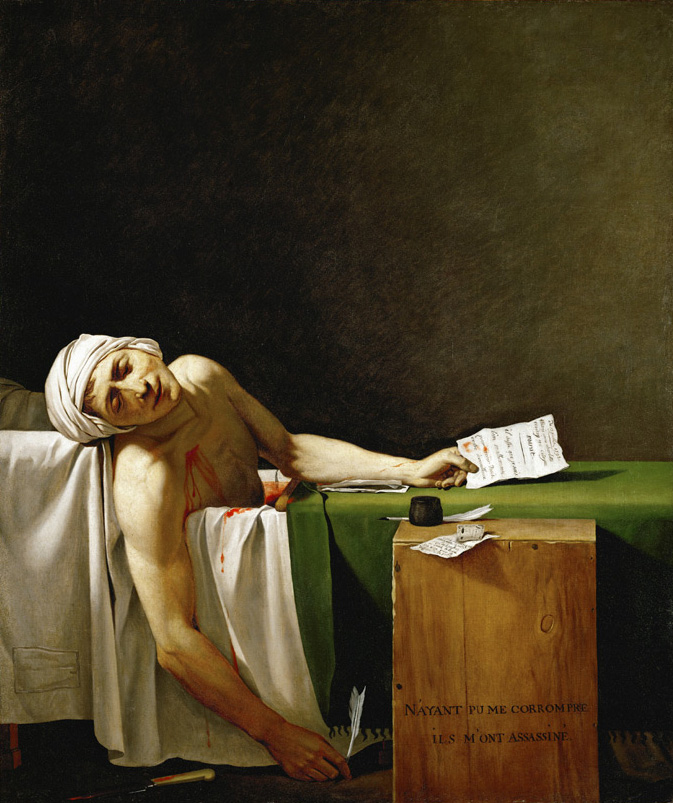
Marat halála (Jacques-Louis David, 1793, Musées Royaux des Beaux-Arts)

A forradalmi kormányzat győzelme után Marat romló egészségi állapota miatt kénytelen volt háttérbe szorulni. Egyre súlyosbodó bőrbetegsége, valamint epilepsziára emlékeztető betegsége egy ócska kádba száműzte a forradalom élvonalán járó, 50 éves jakobinust. Kádjában ülve dolgozott újságján, és leveleiben üzent a Konventnek, befolyásolni igyekezett annak munkáját. A Konvent ülésén utoljára 1793. június 17-én és 18-án vett részt, de mivel ez nagyon megviselte, kénytelen volt végleg visszavonulni az aktív ülésezéstől. Életének utolsó heteiben heves kampányba kezdett annak érdekében, hogy a nemeseket távolítsák el minden polgári és katonai állásból. A belső polgárháborúk és a külső fenyegetés, amelyek a forradalmat 1793 nyarán veszélyeztették, rendkívül zaklatottá tették. Egyik utolsó neves cselekedete a veszettek vezetője, Jacques Roux elleni támadás volt újságja hasábjain 1793. július 4-én, ám mire Roux válasza kikerült a nyomdából, „a nép barátja” már halott volt.
1793. július 13-án napközben két levelet is kapott egy ismeretlen caeni nőtől, aki a girondisták összeesküvéséről írt, segítséget kérve Marat-tól, személyes biztonsága érdekében.
Marat felesége, Simone Évrard végül csak napnyugtakor, Marat kérésére engedte be a már másodszor megjelenő Charlotte Corday, nemesi származású nőt. Corday végre találkozhatott leggyűlöltebb ellenségével, akiről a caeni szónokok oly sokat beszéltek. Mialatt Marat az általa írt levélből a rajta szereplő neveket másolta, Corday egy konyhakéssel szíven szúrta, más forrás szerint a konyhakést Marat hátába döfte. A kés átütötte a tüdőt és a szívbe hatolt.
Marat szinte azonnal meghalt. Charlotte Corday nem tagadta tettét, sőt dicsekedett is vele. Elhamarkodott lépése azonban csak meggyorsította a forradalmi terror bevezetését, és a girondisták halálos ítéletét vonta maga után. Elhamarkodott volt, hisz Marat orvosai szerint a férfi egészsége 1793 nyarára már olyan mértékben leromlott, hogy csupán pár hónappal élte volna túl meggyilkolását.
Temetésekor hívei, a sans-culotte-ök és barátai is mély gyászba borultak. Charlotte Corday-t egy nappal a temetés után, július 17-én kivégezték.
1793. november 4-én a konvent Marat tetemét a Panthéonba vitette át, innen azonban 1795 februárjában kirakták. Ugyanekkor arcképét is eltávolították a konvent terméből.
Halálát számtalan metszet, rajz és festmény megörökítette, melyek közül a jakobinus Jacques-Louis David 1793 novemberére elkészült festménye lett a leghíresebb. Marat halála után a forradalom második mártírjaként vonult be a történelembe (az első volt Le Peletier, akit egy nappal a király kivégzése előtt gyilkoltak meg, a harmadik pedig Chalier, Lyon polgármestere, akit lázadók öltek meg néhány nappal Marat halála után). 1794 végéig hívei vallásos áhítattal övezték személyét.
Megítélése meglehetősen érdekes és ellentmondásos volt a múltban és az ma is. A forradalom alatt a girondisták, ill. a mérsékeltebb jakobinusok és a nemesek elzárkóztak tőle. A sans-culotte-ök viszont valósággal rajongtak érte.
Marat-ra sokáig vérszomjas gyilkosként tekintettek. Ezzel párhuzamosan, azonban figyelembe kell vennünk, hogy milyen körülmények között élte le az életét és, hogy a válságos időkben szerzett bőrbetegsége komolyan befolyásolta személyiségét.

## Marat és de Sade kapcsolata
De Sade márki az, akiről a szadizmust elnevezték. Nem véletlen, hisz korának befogadóképességét jócskán meghaladó szexuális fantázia és obszcénitás jellemezte. Tudta ezt Marat is. Épp ezért nem sokkal halála előtt javasolta a márki kivégzését. Ennek ellenére (vagy éppen életét féltve) de Sade még Marat életében egy dicshimnuszt írt a jakobinus vezérhez. Sokat nem ért vele, hisz a jakobinus diktatúra alatt bebörtönözték, majd a charentoni elmegyógyintézetbe került haláláig (1814).

## Érdekesség
Peter Weiss, német drámaíró világsikert aratott színműve: Jean-Paul Marat üldöztetése és meggyilkolása, ahogy a charentoni elmegyógyintézet színjátszói előadják de Sade úr betanításában – (1963).
A színműből forgatott, 1967-ben bemutatott angol filmdráma: Jean-Paul Marat üldöztetése és halála. A filmes átiratot – a Royal Shakespeare Company előadásában – Peter Brook rendezte.
Ezt a darabot mutatta be 1981 decemberében a kaposvári Csiky Gergely Színház Ács János rendezésében, sok áthallással a Kádár-rendszer legsúlyosabb tabujára, az 1956-os forradalomra (annak 25. évfordulóján). A darab végén a háttérben a Corvin közről készült fotó jelent meg, amely előtt az egyik szereplő utcakővel a kezében siratja a forradalmat, de ezt „nem volt ildomos” felismerni akkoriban (igaz a fotó eleve egy montázs volt a környező házakról, amit egy függönyre nyomtattak, így nehéz volt felismerni). Ráadásul a bemutató után egy héttel Lengyelországban szükségállapotot léptettek életbe, ami szintén hozzájárult, hogy egy „megkerülhetetlen kultuszelőadás” váljon belőle.
A Marat nővére, Albertine által megőrzött, a forradalmár vérével átitatott újságpapírok DNS-vizsgálata kimutatta, hogy Marat bőrbaját valószínűleg egy Malassezia restricta nevű gombafaj okozhatta, mely a látható külső tüneteken kívül tönkretette a férfi immunrendszerét is, más fertőzéseket okozva ezzel. A minta szennyezettsége, és a bőrből vett minta híján teljesen nem megbízható az eredmény, azt azonban a szakértők kizárták, hogy Marat szifiliszben, szájpenészben, vagy rühösségben szenvedett volna.

## Magyarul megjelent művei
- Marat válogatott írásai; szerk. Izsó Valéria, Landesmann János, Török Noémi, ford. Csatlós János, Landesmann János; Hungária, Bp., 1950

## Képtár

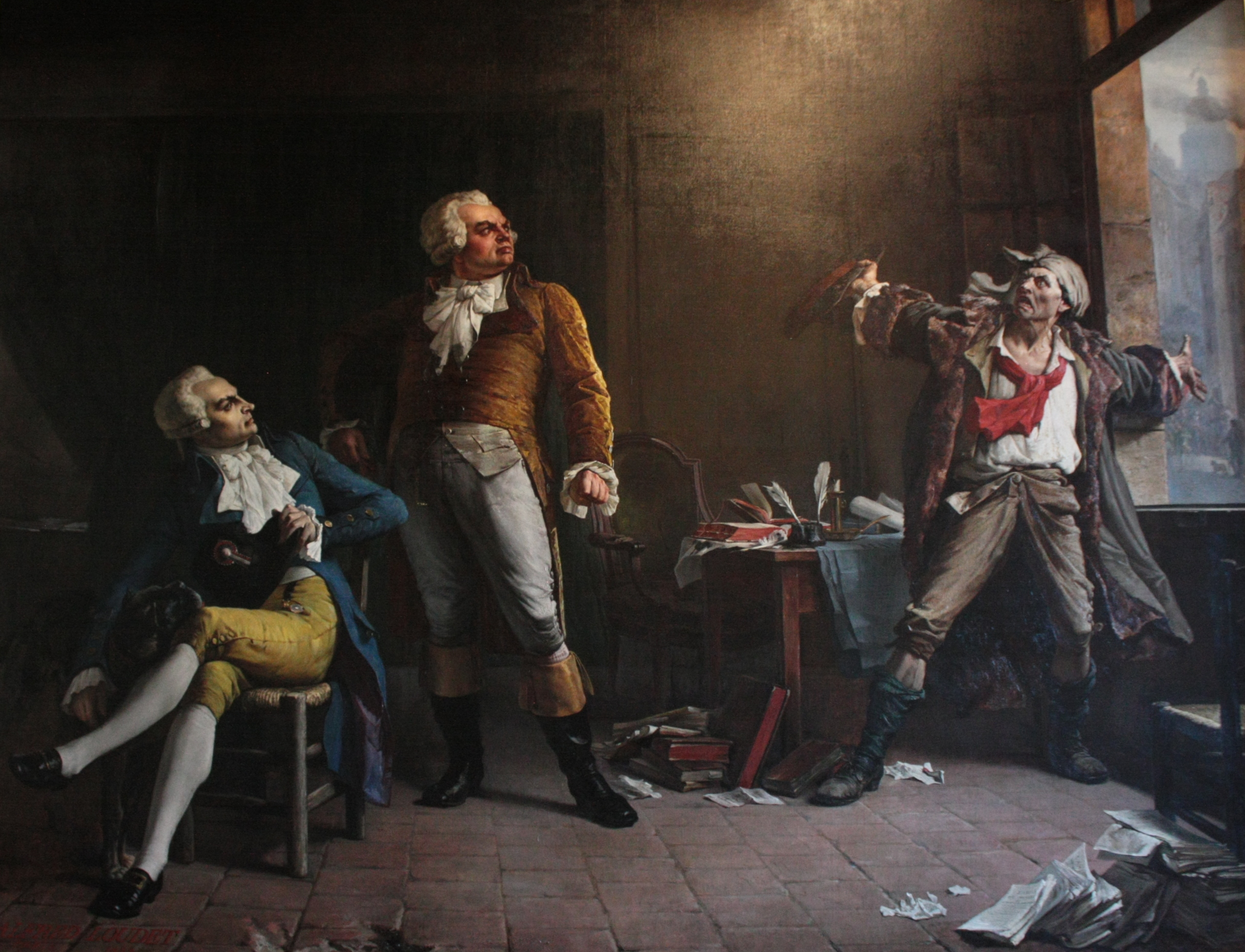
Alfred Loudet: Robespierre, Danton és Marat találkozása (1882)
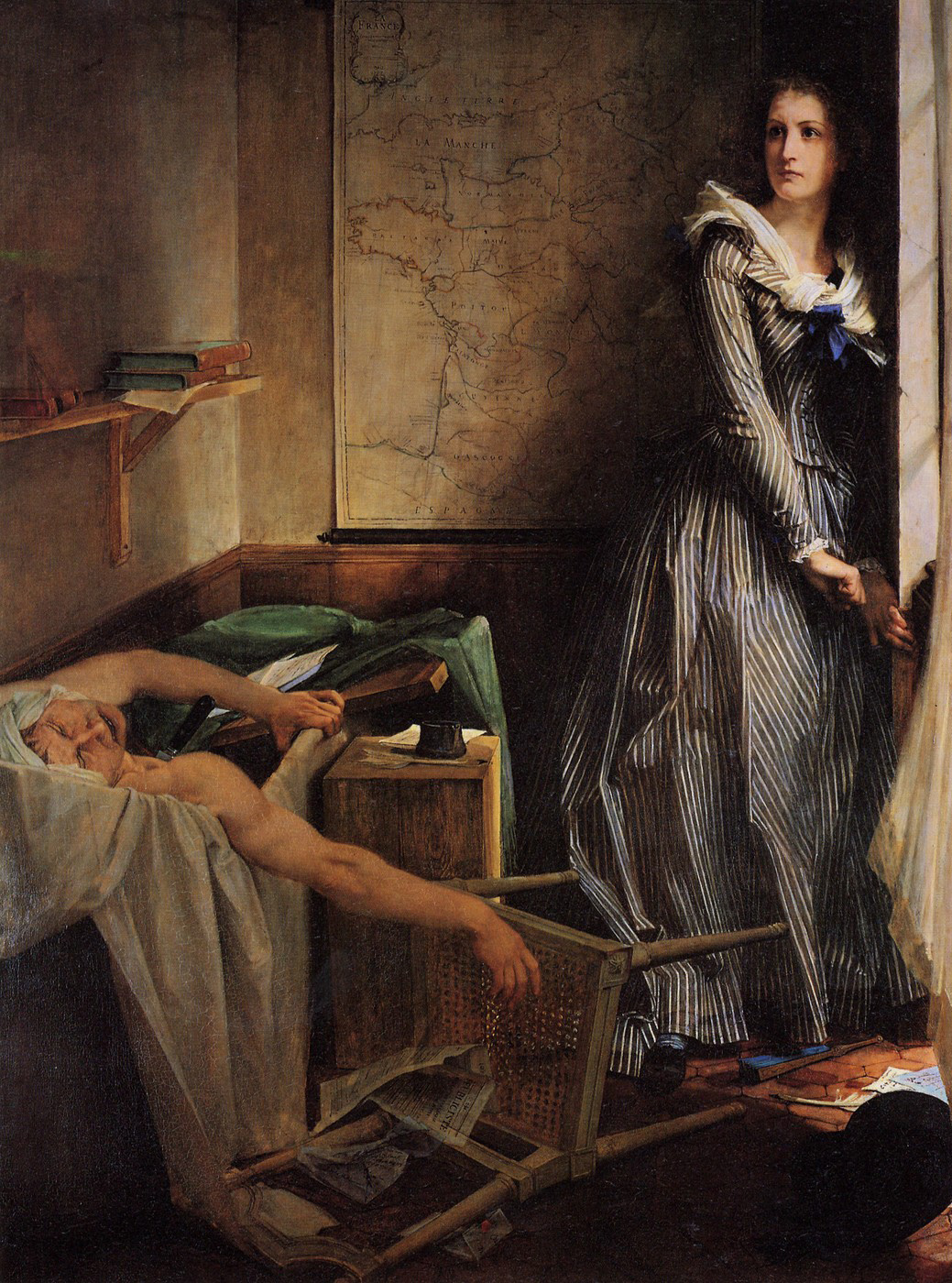
Paul Baudry: Charlotte Corday (1860)
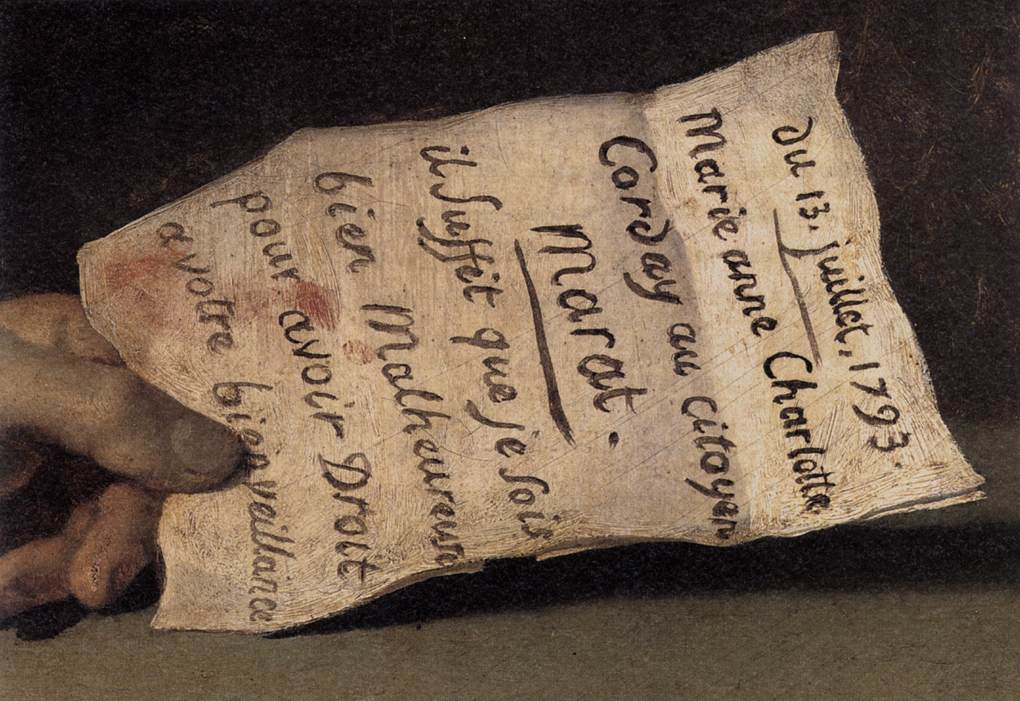
Az utolsó levél
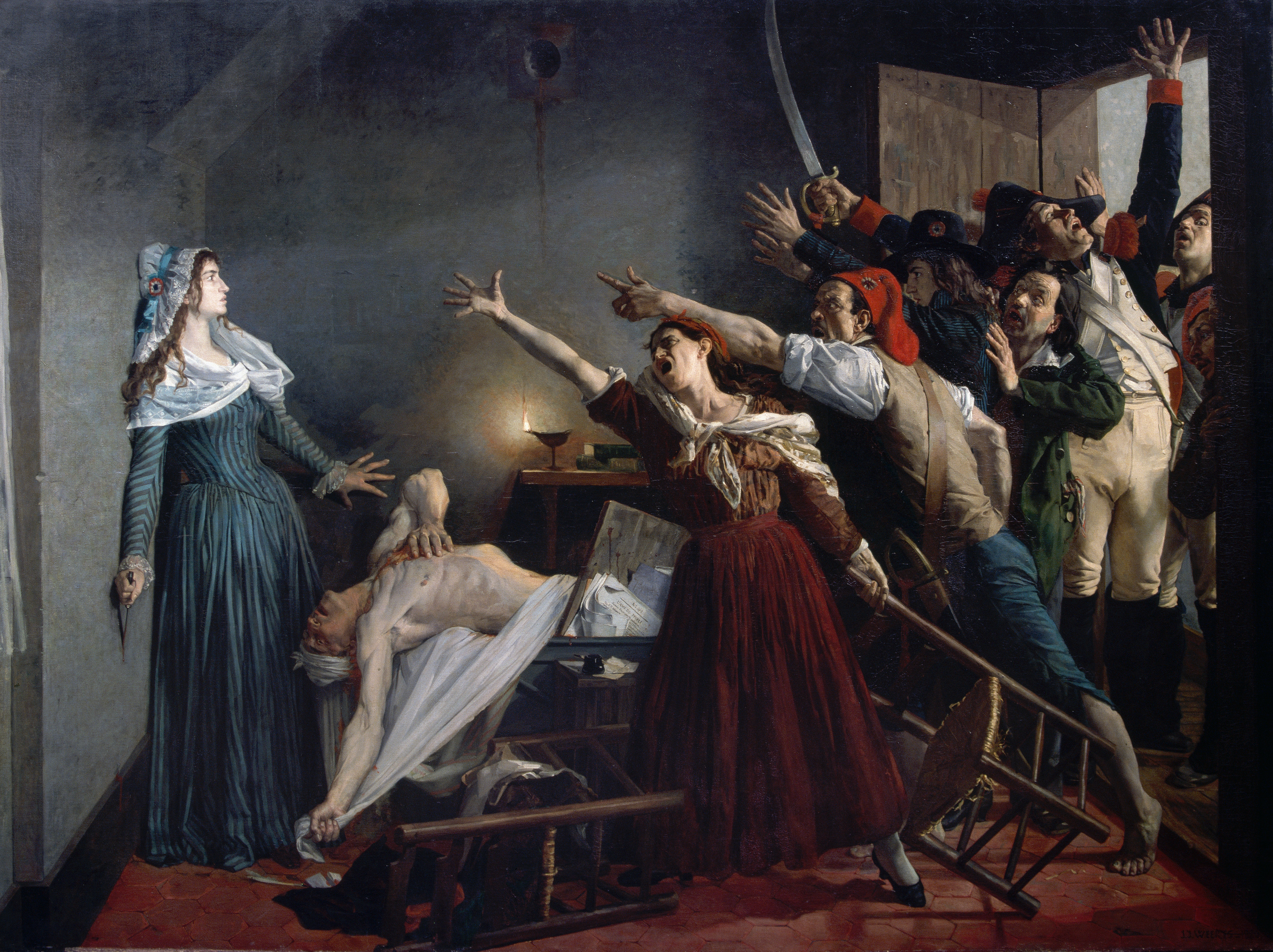
Jean-Joseph Weerts festménye (1880)